# Formula 5000
La Formula 5000 (o F5000 o Formula A nel continente americano) si disputò in vari paesi tra il 1968 e il 1982. Formula a basso costo, era aperta alle vetture a ruote scoperte che non rientravano nei parametri di altre categorie. La denominazione derivava dal fatto che la cilindrata massima era di 5 litri, sebbene molte vetture adottassero cilindrate diverse da quella massima.
Nel 2019 l'idea della Formula 5000 è stata ripresa dando vita al S5000, campionato che si pone al vertice delle gare Formula in Australia.

## La Formula 5000 nel mondo

### Nord America
La Formula 5000 fu introdotta come "Formula A" nel 1968 per creare una categoria dove monoposto di diversa origine potessero gareggiare assieme, concetto ispirato dal successo della categoria Can-Am, che prevedeva gare con vetture sport, non limitate da regolamenti, equipaggiate con motori V8; l'idea era quella di trasportare tale concetto anche nelle vetture a ruote scoperte. La F5000 godette di buona popolarità soprattutto all'inizio degli anni settanta e vi si cimentarono Mario Andretti, Jody Scheckter, Brian Redman, David Hobbs, John Cannon e Eppie Weitzes.
Costi crescenti e il dominio delle vetture Lola fece perdere interesse al campionato dalla metà degli anni settanta. Le vecchie vetture furono utilizzate nel campionato nazionale SCCA, mentre le vetture più competitive furono riconvertite in vetture sport per partecipare al risorto Campionato CanAm nel 1977. La formula all'inizio funzionò, e un drappello di piloti europei corse nel campionato, ma quando l'IMSA introdusse le vetture GTP (simil al Gruppo C) nei propri campionati per vetture sport, le vecchie F5000 furono immediatamente giudicate lente rispetto alle nuove vetture.

#### Albo d'oro

##### US Formula A/F5000
- 1967 -  Gus Hutchison - Lotus 41 (1.6L Formula B)
- 1968 -  Lou Sell - Eagle Mk4
- 1969 -  Tony Adamowicz - Eagle Mk5
- 1970 -  John Cannon - McLaren M10B
- 1971 -  David Hobbs - McLaren M10B
- 1972 -  Graham McRae - McRae GM1
- 1973 -  Jody Scheckter - Trojan T101/Lola T330
- 1974 -  Brian Redman - Lola T332
- 1975 -  Brian Redman - Lola T332/T400
- 1976 -  Brian Redman - Lola T332C

##### Monoposto Can-Am
- 1977 -  Patrick Tambay - Lola T333CS
- 1978 -  Alan Jones - Lola T333CS
- 1979 -  Jacky Ickx - Lola T333CS
- 1980 -  Patrick Tambay - Lola T530
- 1981 -  Geoff Brabham - Lola T530/VDS 001
- 1982 -  Al Unser - Frissbee GR2/GR3
- 1983 -  Jacques Villeneuve Sr.- Frissbee GR2/GR3
- 1984 -  Michael Roe - VDS 002/004
- 1985 -  Rick Miaskiewicz - Frissbee GR3
- 1986 -  Horst Kroll - Frissbee KR3

### Europa
L'arrivo del motore Ford Cosworth DFV obbligò molti costruttori britannici a concentrarsi sulla costruzione di telai che si adattassero al nuovo propulsore. Cooper, Lotus e Brabham decisero di porre termine alla produzione di vetture clienti per la Formula 1. Sfortunatamente questo avrebbe impedito a molti piccoli team privati di partecipare alla massima serie motoristica. A loro venne incontro il RAC, che decise di introdurre la F5000 anche nel Regno Unito.
A differenza del campionato americano, il campionato britannico non attrasse i grandi piloti della formula 1 né i grandi team, tanto che spesso fu dominato da piloti di seconda fascia, di solito impegnati in Formula 2 o destinati a comparsate in Formula 1. Unica eccezione Peter Gethin che riuscì a lanciarsi in Formula 1 proprio grazie ai risultati ottenuti in F5000. Pur essendo un campionato di origine britannica, la F5000 (chiamato Guards F5000, Rothmans F5000 o Shellsport F5000, a seconda dello sponsor di stagione) disputò corse nei principali autodromi d'Europa, tra cui Monza, Hockenheim e Zandvoort.
La crisi energetica e l'innalzamento dei costi per l'importazione dei motori V8 Chevrolet portarono ad alcune revisioni delle vetture per poter utilizzare altri propulsori come il Cosworth GA V6 (basato sull'unità motrice usata nelle Ford Capri di Gruppo 2 preparata con una capacità di 3500 cm³). Voci di un'entrata della BMW con un motore da 4 litri rimasero voci.
La March 75A e la Chevron B30 furono le migliori vetture col V6; la March era molto simile al modello 751 per la Formula 1.
Tuttavia gli stessi problemi che aveva segnato la fine della categoria in Nord America si verificarono anche in Europa; nel 1976 il campionato fu aperto anche a vetture di Formula 1, Formula 2 e Formula Atlantic e trasformato nella Formula Shellsport G8 International, che a sua volta formò la base per la Formula Aurora. Le vetture F5000 continuarono ad essere usate, ma divennero poco competitive rispetto alle motorizzate con il Ford Cosworth DFV da tre litri (anche se nella prima stagione della Shellsport si impose una F5000). Le vecchie F5000 finirono per essere usate nel campionato britannico Sprint.

#### Albo d'oro

##### F5000 Britannica
- 1969 -  Peter Gethin - McLaren M10A
- 1970 -  Peter Gethin - McLaren M10B
- 1971 -  Frank Gardner - Lola T192/T300
- 1972 -  Gijs van Lennep - Surtees TS11
- 1973 -  Teddy Pilette - Chevron B24
- 1974 -  Bob Evans - Lola T332
- 1975 -  Teddy Pilette - Lola T400

### Oceania
In Australia e Nuova Zelanda, a partire dal 1970, la F5000 rimpiazzò la Formula 1 quale vettura di riferimento per la Formula Tasman. Tale campionato aveva assunto una certa importanza perché si correva d'inverno, periodo in cui la Formula 1 era ferma. La categoria, oltre a permettere a campioni locali come Bruce McLaren e Jack Brabham di mettersi in luce, attrasse campioni europei come Graham Hill, Jim Clark o Jackie Stewart. Dagli anni settanta, con l'arrivo di vetture F5000, pur rimanendo competitivo non attrasse più piloti europei di livello e rimase questione fra piloti locali.
Con il termine della Tasman, nel 1975, si crearono due campionati distinti, uno per l'Australia, il Rothmans International Series, che durò quattro anni, e uno per la Nuova Zelanda, la Peter Stuyvesant Series, che utilizzò le F5000 per una sola stagione.

#### Albo d'oro

##### Tasman Series F5000
| Anno | Campione        | Vettura                 |
| ---- | --------------- | ----------------------- |
| 1970 | Graeme Lawrence | Ferrari 246T (2.5L FIA) |
| 1971 | Graham McRae    | McLaren M10B-Chevrolet  |
| 1972 | Graham McRae    | McRae GM1-Chevrolet     |
| 1973 | Graham McRae    | McRae GM1-Chevrolet     |
| 1974 | Peter Gethin    | Chevron B24-Chevrolet   |
| 1975 | Warwick Brown   | Lola T332-Chevrolet     |

### Sud Africa
In Sud Africa, le F5000 corsero assieme a vecchie vetture di Formula 1.